# Harry Johnston (homme politique canadien)
Pour les articles homonymes, voir Harry Johnston (homonymie) et Johnston.
Harry Bruce Johnston (5 novembre 1883-20 janvier 1943) est un homme politique canadien de la Colombie-Britannique. Il est député provincial conservateur de la circonscription britanno-colombienne de Revelstoke de 1937 à 1943.

## Biographie
Né à Teeswater en Ontario, Johnston fait ses études secondaires sur place. Il s'installe à Arrowhead (en) en Colombie-Britannique en 1906 et devient marchand. Après l'achat de l'épicerie par Edward McGaghran, Johnston devient partenaire et renomme l'épicerie McGaghran & Johnston. L'entreprise prend ensuite de l'expansion avec des articles pour hommes et matériaux de bois.
Élu en 1937 et réélu en 1941, il meurt en fonction en 1943,. Le premier ministre John Hart et plusieurs ministres assistent à ses funérailles.
Son fils, John Wallace, tente sans succès d'être élu lors d'une élection partielle dans Revelstoke en 1962.